# Lomaptera varians
Lomaptera varians är en skalbaggsart som beskrevs av Paul Norbert Schürhoff 1935. Lomaptera varians ingår i släktet Lomaptera och familjen Cetoniidae. Inga underarter finns listade i Catalogue of Life.